# Clean (film, 2021)
Pour plus de détails, voir Fiche technique et Distribution.
Clean est un thriller américain coécrit et réalisé par Paul Solet, sorti en 2021.

## Synopsis
Éboueur solitaire et taiseux, un certain « Clean » fait ses tournées dans les rues enneigées, sales et décadentes d'une ville de l'État de New York. Hanté par la perte de sa fille et toxicomane, proche de son ami Kurt qui tient une petite boutique, il s'efforce de faire le bien autour de lui et s'attache à une adolescente paumée, Dianda, qui lui rappelle son enfant disparu. Lorsque celle-ci est la cible d'un criminel notoire, Clean ne parvient plus à évacuer son passé violent et cède à ses pulsions meurtrières jusqu'ici refoulées pour la sauver de ses griffes…

## Fiche technique
- Titre original et français : Clean
- Réalisation : Paul Solet
- Scénario : Paul Solet et Adrien Brody
- Musique : Adrien Brody
- Photographie : Zoran Popovic
- Montage : Arndt-Wulf Peemoller
- Production : Adrien Brody, Paul Solet, Elliot Brody et Daniel Sollinger
- Société de production : Fable House
- Société de distribution : IFC Films
- Pays d'origine :  États-Unis
- Langue originale : anglais
- Format : couleur
- Genre : thriller
- Durée : 94 minutes
- Dates de sortie : 
  -  États-Unis : 
    - 19 juin 2021 (Festival du film de Tribeca)
    - 28 janvier 2022 (sortie nationale)

  -  France  : 11 juin 2022 (Diffusion sur Canal+)
- Classification :
  - États-Unis : Non classé
  - France : Interdit aux moins de 12 ans à la télévision

## Distribution
- Adrien Brody (VF : Adrien Antoine) : Clean
- Glenn Fleshler (en) (VF : Bruno Magne) : Michael
- Richie Merritt : Mikey
- Chandler DuPont : Dianda
- Mykelti Williamson : Travis
- RZA : Kurt
- Michelle Wilson : Ethel
- John Bianco : Frank
- Jade Yorker : Dante
- Gerard Cordero : Vic